# Chlorurus gibbus
Chlorurus gibbus är en fiskart som först beskrevs av Eduard Rüppell 1829.  Chlorurus gibbus ingår i släktet Chlorurus och familjen Scaridae. IUCN kategoriserar arten globalt som livskraftig. Inga underarter finns listade i Catalogue of Life.